# 1995 au Nouveau-Brunswick
Chronologie du Nouveau-Brunswick
- 1991
- 1992
- 1993
- 1994
- 1995
- 1996
- 1997
- 1998
- 1999

Cette page concerne des événements d'actualité qui se sont produits durant l'année 1995 dans la province canadienne du Nouveau-Brunswick.

## Événements
- Donat Chiasson quitte ses fonctions d'archevêque de Moncton.
- 1er janvier : 
  - Les villes de Newcastle, Chatham, Douglastown, Loggieville, Nelson et Miramichi fusionnent pour former la cité de Miramichi.
  - Ouverture de la ligne du Chemin de fer du sud du Nouveau-Brunswick.
- 8 février : Roméo Leblanc devient le premier néo-brunswickois à être nommé gouverneur général du Canada.
- 21 mars : Rose-Marie Losier-Cool est nommée au Sénat du Canada.
- 5 avril : création de la réserve nationale de faune de Portobello Creek.
- 8 mai : Bill Malenfant, Brad Woodside et Leopold Belliveau sont réélus respectivement maires de Dieppe, Fredericton et Moncton et Sam Godin, Janice Morrison et Shirley McAlary sont élus de Maisonnette, Miramichi et Saint-Jean lors des élections municipales.
- 11 septembre : 53e élection générale néo-brunswickoise.
- 5 novembre : le chanteur Roch Voisine est récompense comme interprète de l'année lors du 17e Gala de l'ADISQ.

## Décès
- 14 mars : John Peters Humphrey, avocat.
- 15 août : Vivan Allen, joueur de hockey sur glace.